# 천구

천구는 천구 적도에 의해 남천과 북천으로 나뉜다.

천구(天球)는 천문학 및 항해에서 천체 관측에 이용되는, 관측자를 중심으로 한 반지름이 무한대인 가상의 구체(球體)로, 하늘에 있는 모든 천체들은 이 천구의 안쪽 벽에 붙어 있는 것으로 간주한다. 천구의 두 점 사이의 거리는 두 점을 각각 천구의 중심(관측자)을 연결하여 생기는 두 직선 사이의 각으로 측정한다.
지구와 자전축 및 중심점을 공유하는 천구는 지구의 표면으로부터 연장되어 나온 가상의 존재이기도 하여, 지구상 좌표와 유사한 명칭이 붙는다. 천구 북극, 천구 남극, 천구 적도 등이 그러하다. 천구 투사(透寫)는 구면 천문학 분야에 있어 매우 유용한 도구이다.
천구의 별들은 천구의 안쪽에 고정되어 움직이지 않는 표시라고 생각할 수 있다. 그러나, 태양이나 달, 태양계 행성은 천구상에 있기는 하지만 별과 달리 같은 위치에 고정되어 있는 것이 아니라 천구를 따라 조금씩 움직인다.
아리스토텔레스와 프톨레마이오스등의 과학자들은 천구를 가상의 존재가 아닌 물리적인 실체로 생각했다.

## 천구의 기준
일반적으로 공의 중심을 지나는 곳을 기준으로 둘로 쪼갰을 때 그 쪼개진 면이 가장 큰 원이 되는데, 천구의 선이라고 하면 반드시 이 큰 원을 의미한다. 그래서 천체의 위치나 운동을 조사하려면 천구상에 몇 개의 특별한 점이나 선을 생각해야 한다.
지구상의 적도를 하늘에 투사한 가상의 선을 천구 적도라고 하는데, 천구는 이 선을 기준으로 남반구와 북반구로 나눈다. 마찬가지로 천구 북회귀선, 천구 남회귀선, 천구 북극, 천구 남극 등을 투사할 수 있다. 하늘에 보이는 수많은 천체들은 천구 좌표계를 사용하여 위치를 계량화할 수 있다.

### 천정과 지평선
수평한 평면을 확대하여 천구에 대입하면 커다란 원이 생기는데, 이것을 지평선이라고 한다. 또한 원의 중심에서 수평면에 직각인 직선을 위로 연장하여 천구와 교차하는 점을 천정이라 한다.

### 북극과 자오선·적도
천구상의 ‘하늘의 북극(北極)’은 모든 별의 운동 중심이 되는 점이다. 그래서 북극과 천정을 잇는 선을 만들면 ‘자오선(子午線)’이 생긴다. 자오선과 지평선의 두 교점을 ‘북점’·‘남점’이라 하고, 또 이 북점과 남점에서 지평선을 따라 90°거리에 있는 점을 ‘동점’·‘서점’이라 한다. 그리고, 북극에서 90°거리에 있는 선을 ‘적도(赤道)’라고 한다. 적도는 지평선과 동점·서점에서 교차한다.

### 고도와 방위
천체에서 지평선에 수선을 내리그으면 한 점에서 교차한다. 남점에서 지평선을 따라 이 교점까지 잰 거리를 ‘방위’라고 하며, 교점에서 수선을 따라 천체까지 잰 거리를 ‘고도’라고 한다. 이 방위와 고도 두 가지로 천구상의 천체의 위치를 확정한다. 방위는 남점에서 서쪽으로 360°까지 재는 것이 보통인데, 경우에 따라서는 북점에서 동·남·서로 돌아 재는 경우도 있다. 또한 고도 대신에 천정과 천체 사이의 거리를 이용하는 경우도 있다. 이것을 ‘천정 거리’라고 한다. 천정 거리와 고도와의 합은 항상 90°이다. 이와 같이 지평선을 기준으로 하여 별의 위치를 나타내는 것을 ‘지평 좌표계’라고 한다.

## 관측자의 위치와 천구의 이동

### 다른 장소에서 본 천구
천구는 지구 중심 또는 관측자 중심으로 이용할 수 있다. 전자는 가상의 관측자가 지구 중심부에서 천구를 관측한다고 설정한 것으로, 지구상의 위치에 따라 시차(視差)가 발생하는 것을 고려할 필요가 없다. 후자는 관측자가 지구 표면 임의의 장소에서 천구를 관측한다고 가정하는 것으로, 이 경우 수평 시차가 발생하는 것을 고려해야 하는데 특히 달의 경우가 그러하다.
어떤 지점에서 별을 고정시키고 태양의 움직임을 그린 천구는 단 하나밖에 나타낼 수가 없다. 그러나, 그 천구를 지구상의 다른 장소에서 보면 그 기준이 달라진다. 천구상에 그은 지평선이나 자오선, 천정 등의 점은 천구를 보고 있는 사람의 지구상에서의 위치에 따라 정해지는 것이므로 다른 위치에 있는 사람이 보는 천구상의 천정, 자오선, 지평선은 달라질 수 있다. 따라서, 같은 순간에 어떤 장소에서 본 자오선을 지나는 별과 다른 장소에서의 자오선을 지나는 별은 다를 수 없다

### 천구의 회전
천구에 있는 천체들은 같은 시간 동안 천구의 북극을 기준으로 동쪽에서 서쪽으로 회전하는 것처럼 보인다. 이를 일주 운(日週運)이라고 한다. 따라서 별들은 동쪽에서 떠서 자오선을 지나, 서쪽으로 지는 것처럼 보인다. 천구 북극에 가까운 별들은 천구 북극을 중심으로 하늘에서 빙빙 도는 것처럼 보인다.

#### 태양시와 항성시
천구가 한번 회전하는 데 걸리는 시간은 24시간이다. 또한, 천구의 일주운동은 항상 같은 속도가 아니라 극히 미미하기는 하지만 속도가 달라진다. 
평균 태양시 또는 평균 항성시는 이러한 차이를 평균하여 나타낸다.
지구가 자전축을 따라 서에서 동으로 23시간 56분에 한 바퀴 자전하기 때문에, 다음날 밤의 별들은 전날과 거의 비슷하게 다시 출현하지만 시간상으로 전날에 비하여 4분 빨리 뜨는 것으로 관측된다. 둘째 날 별들은 8분 빨리 뜨며, 셋째 날은 12분...이런 식으로 계속 어긋나게 된다. 이처럼 시계와 실제 자전 시간이 맞지 않는 이유는, 태양이 다른 별들처럼 천구상에 고정되어 있지 않고, 황도로 불리는 대원을 따라 매일 동쪽으로 1도씩 움직이기 때문이다.(1년에 360도 이동하며, 이를 태양의 연주 운동이라고 한다.) 1도 각도는 360도를 24시간이라고 가정했을 경우 4분에 해당되는 범위이기 때문에, 태양이 (예를 들어) 자오선 위에 되돌아 오게 하려면 매일 4분을 더해야 한다. 따라서 1 자전주기는 24시간으로 되는 것이다.(이는 평균값이고, 계절적인 편차를 무시한 값이다. 균시차를 참조)
따라서 보통 시계는 항성시를 표시한다. 항성 움직임을 연구하는 천문학자들은 대신 항성시가 표시되는 시계를 사용한다. 1 항성시는 태양시로 표현할 경우 23시간 56분이다.

## 천구 모형
천구는 가상의 존재뿐 아니라 천구의 모형을 가리키는 말로도 사용되며, 이를 ‘천구의(天球儀)’라고도 한다. 천구 모형은 공 표면에 별이 박혀 있는 모양으로, 특정 시간 및 장소에서 어떤 별자리가 보이는지를 알려주는 기구이다. 별자리는 천구의 내부에서 관찰되는 모양이기 때문에, 천구 외부에서 보이는 별자리는 실제 별자리를 거울에 비친 모양이 되기도 한다.

## 같이 보기
- 혼천의
- 분점
- 천동설
- 북극성
- 남극성
- 극성
- 지점
- 황도대

## 참고 문헌
- 이 문서에는 다음커뮤니케이션(현 카카오)에서 GFDL 또는 CC-SA 라이선스로 배포한 글로벌 세계대백과사전의 내용을 기초로 작성된 글이 포함되어 있습니다.